# 킹뚜껑
킹뚜껑은 팔도의 라면이다.
트위치 및 유튜브 크리에이터 침착맨의 행동이나 말에 대한 구독자들의 반응으로 만들어 진 유행어 '킹받네' 이후 킹정, 킹리적갓심 등 '킹' 단어를 붙인 유행어들이 양산되기 시작하였고, 이미 왕뚜껑이라는 브랜드가 있던 팔도에서 이를 이용하여 '킹 받을 때 먹는 매운 컵라면' 컨셉으로 유행어의 막차를 타고 출시하였다.
킹뚜껑은 팔도의 왕뚜껑보다 3배 매운맛으로, 매운맛의 척도인 '스코빌지수'가 왕뚜껑이 약 4,000SHU , 킹뚜껑이 약 12,000SHU라고 한다. 다만, 국물라면이기 때문에 불닭볶음면(약 4,400SHU)이나 핵불닭볶음면(12,000SHU) 같이 비국물형 라면보다는 면만 먹으먼 덜 맵게 느껴지고, 국물까지 먹어야 매운맛을 제대로 느낄 수 있다.
킹뚜껑의 출시 배경은 기사들을 보면 매운 국물라면 시장에서 대부분 봉지라면이 선점하고 있다는 점에서 나왔다.
킹뚜껑 출시 이전까지는 염라대왕라면(21,000SHU), 불마왕라면(14,444SHU), 틈새라면(10,000SHU) 등 대부분 매운 국물라면은 봉지면 위주로 구성되었고, 컵라면으로는 비국물인 불닭볶음면이 시장을 꽉 잡고 있는 상태였는데, 킹뚜껑은 국물형 매운맛 컵라면 타입으로 출시되어 인기를 끌고 있다.
그래서 출시 초반에 마케팅을 '국내 가장 매운 컵라면'이라는 포지셔닝을 하여, 이전에 대세가 없었던없었던 국물형 매운맛 컵라면 틈새시장에 대세로 자리잡은 걸로 분석된다.
킹뚜껑은 1월 초 출시 기사에서 150만개 한정판으로 보도되었는데, 2월 중순 추가 기사를 통해 연장생산을 진행한다고 밝혔다. 계속해서 찾는 사람이 많아지면 정규출시로 이어질 것으로 분석된다. (3월 24일 정규 출시 보도 진행)

## 평가
킹뚜껑 출시 후 많은 먹방러나 유튜버들 사이에서 컨텐츠로써 인기가 아주 많았고, 매운지 안매운지 챌린지를 하는 영상들, 불닭볶음면이나 틈새라면과 함께 먹으면서 매운맛을 비교하는 영상들이 많이 업로드 되었다. 
킹뚜껑 평가에 대한 대부분의 공통점은 첫입은 안매운데 가면 갈수록 아주 맵다는 평가를 하는 영상들이 많다. 국물형 컵라면이기 때문에 면에 국물이 베는 시간차, 그리고 면보다 국물이 매운 라면이라서 그렇다고 평가된다. 그리고 왕뚜껑보다 3배 맵다는 평, 틈새라면보다 살짝 더 맵다는 평가가 많이 나온다.  
킹뚜껑이 출시된 후 가장 비교가 많이 된 불닭볶음면이 대해서 가장 많이 나오는 의견은 매움의 결이 다르다 라는 의견이 가장 많다. 국물형과 비국물형 컵라면은 사람마다 차이가 있는 것으로 분석된다.
킹뚜껑의 종합적인 시식평은 불마왕라면이나 염라대왕라면과 달리 매운데 맛있다는 평, 틈새라면과 비슷하다는 평, 생각보다 안맵다는 평가로 갈린다.

## 같이 보기
- 라면
- 팔도
- 틈새라면
- 왕뚜껑
- 불닭볶음면